# Skip Young (wrestler)
Galton W. Young, meglio conosciuto con gli pseudonimi di Skip Young e Sweet Brown Sugar (Houston, 24 luglio 1951 – Dallas, 3 dicembre 2010), è stato un wrestler statunitense.
Attivo negli anni settanta e ottanta nelle federazioni Championship Wrestling from Florida, World Class Championship Wrestling, World Wrestling Council e National Wrestling Alliance.

## Carriera

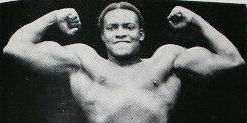
Skip Young nel 1977

Dopo aver esordito nella Championship Wrestling from Florida, Young lottò come wrestler mascherato sotto lo pseudonimo "Sweet Brown Sugar" e vinse l'NWA Southern Heavyweight Championship in tre occasioni tra il 1979 e il 1982. Formò anche un tag team di successo con Butch Reed in Florida dove la coppia conquistò i titoli NWA North American Tag Team nell'aprile 1982.
Durante i primi anni ottanta, effettuò anche delle tournée in Giappone durante le quali si scontrò con Genichiro Tenryu e Ashura Hara.
Skip Young lottò anche nella World Wrestling Council di Porto Rico, dove si presentava sul ring indossando un cappello con i colori della bandiera portoricana. In molte interviste dell'epoca professò il proprio amore per la cultura di Porto Rico.
Dopo aver lasciato la Florida nel 1984, cominciò a lottare senza maschera in Texas dove fece coppia con "Pistol" Pez Whatley ed ebbe un feud con i PYT Express (Koko Ware & Norvell Austin) per poi vincere i titoli WCWA Tag Team insieme a "Mr. USA" Tony Atlas nel 1987.
Si ritirò dal ring nel 1997.

## Morte
Young è deceduto il 3 dicembre 2010 all'età di 59 anni.

## Titoli e riconoscimenti

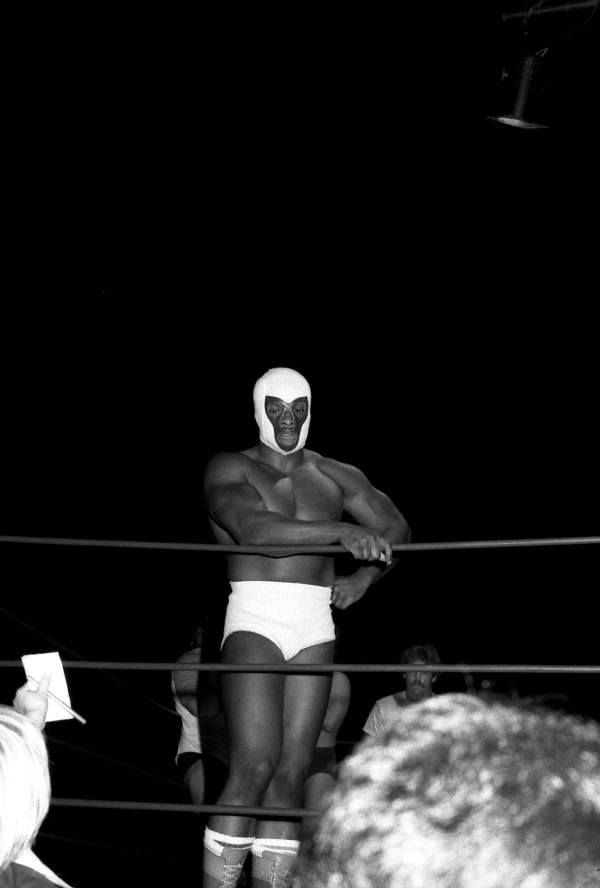
Sweet Brown Sugar nel 1979

- Championship Wrestling from Florida
  - NWA Florida Bahamian Championship (1)
  - NWA Florida Television Championship (1)
  - NWA North American Tag Team Championship (Florida version) (1) - con Butch Reed
  - NWA Southern Heavyweight Championship (Florida version) (3)

- Pro Wrestling Illustrated
  - 252º classificato nella lista dei 500 migliori wrestler singoli nei PWI 500 del 1991
  - PWI Rookie of the Year (1979)

- World Class Championship Wrestling / World Class Wrestling Association
  - NWA Texas Tag Team Championship (1) - con Kerry Von Erich (1)
  - WCWA Texas Tag Team Championship (1) - con Tony Atlas[4][5]

- World Wrestling Council
  - WWC Television Championship (1)